# أدالبرتو كوستا جونيور
أدالبرتو كوستا جونيور ( مواليد 8 مايو 1962) هو سياسي أنغولي يشغل منصب رئيس حزب يونيتا وعضو في الجمعية الوطنية لأنغولا.